# Isenthal
Isenthal – miejscowość i gmina w Szwajcarii, w kantonie Uri. Leży nad rzeką Isentalerbach oraz jeziorem Urnersee.

## Demografia
W Isenthalu mieszka 471 osób. W 2021 roku 1,3% populacji gminy stanowiły osoby urodzone poza Szwajcarią. 

## Transport
Przez teren gminy przebiega autostrada A2.